# 斯坦·布朗
斯坦利·布朗（英語：Stanley Brown，1929年6月27日—2009年8月2日），美国NBA联盟前职业篮球运动员。在科比·布莱恩特之前，他保有NBA/BAA加盟年龄最小的记录长达48年。